# Elke Lale van Achterberg
Elke Lale van Achterberg (Nieuwegein, 28 maart 2000) is rolstoelschermer van SchermCentrum Amsterdam, die sinds 2017 uitkomt voor de Turkse nationale ploeg.
In maart 2024 veroverde Van Achterberg de zilveren medaille op het EK senioren in Parijs. Op het WK tot en met 17 en 24 jaar veroverde ze in totaal 1 keer goud, 8 keer zilver en 9 keer een bronzen medaille. Ze schermt op floret en degen. Van Achterberg werd door het jongerenblad 7Days uitgeroepen tot Jongere van het Jaar 2017.